# Hiszpanizm
Hiszpanizm, hispanizm – element językowy zapożyczony z języka hiszpańskiego, wprowadzony na grunt innego języka. Może być pochodzenia kastylijskiego (np. corrida) lub latynoamerykańskiego (np. tortilla).
Hiszpanizmy służą oddaniu realiów świata hiszpańskojęzycznego lub wytworzeniu takiego kolorytu wypowiedzi. Język hiszpański pośredniczył przy rozprzestrzenianiu słownictwa indiańskiego (np. ponczo, nandu).